# مدیح نبوی

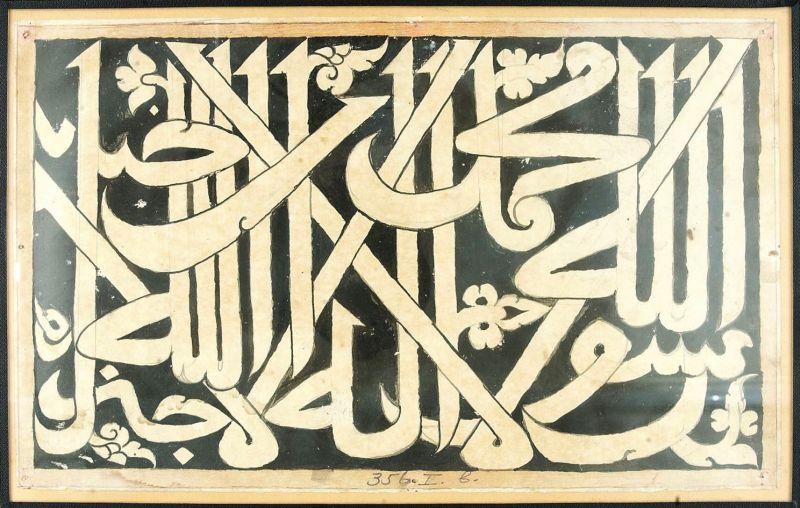
مرتبط

مدیح نبوی، به شعری گفته می‌شود که به مدح پیامبر اسلام محمد بن عبدالله پرداخته‌است. در این اشعار از صفات ظاهری و باطنی، خلقیات، اظهار شوق برای دیدن و زیارت وی و همچنین در تقدیس اماکن مربوط به وی و ذکر معجزات او یاد می‌شود. زکی مبارک مدیح نبوی را اینگونه تعریف می‌کند: «فنی از فنون شعری که صوفیان آن را گسترش داده‌اند و در آن بیان احساسات دینی موج می‌زند.»

## ویژگی‌های مدیح نبوی
از مهم‌ترین تمایزات مدایح نبوی با دیگر اشعار، در موضوع آن است. موضوع اینگونه اشعار، تمرکز بر حقیقت محمدی و جلالت، بزرگی و افضلیت محمد بن عبدالله بر مخلوقات است. از دیگر تمایزات، بیان احساسات حقیقی شاعر و لطافت ذاتی اشعار است. شاعران این اشعار، غالباً به جهت کسب شفاعت محمد بن عبدالله در روز قیامت هستند.

## پیشینه
مدیح نبوی از زمان ولادت پیامبر اسلام گزارش شده‌است. پس از آن با دعوت به اسلام و فتوحات خلفای اسلام فراگیر شد و صوفیان آن را به‌طور جد مورد استفاده قرار دادند. از جمله این شاعران صوفی می‌توان به ابن فارض اشاره کرد. این اشعار تا قرن هفتم و زمان حیات شرف‌الدین بوصیری به شکوفایی خود ادامه داد. در بین اهالی ادب، اختلاف است که مدیح نبوی از چه زمانی ریشه گرفته‌است؛ برخی این خلاقیت شعری را مربوط به زمان بعثت پیامبر و آغاز فتوحات خلفا دانسته‌اند. برخی این خلاقیت را زاده شاعر مشهور عرب، حسان بن ثابت دانسته‌اند. برخی نیز معتقدند این ذوق شعری تا قبل از قرن هفتم و اشعار شرف‌الدین بوصیری، ظهور چندانی نداشته‌اند.

### در عصر محمد بن عبدالله
اولین شاعرانی که در مدح محمد بن عبدالله و در زمان حیات او اشعاری را سروده‌اند، عباس بن عبدالمطلب -عموی محمد- بوده‌است. وی در مدح محمد چنین سروده‌است:
| من قبلها طبت فی الظلال وفی |  | مستودع حیث یخصف الورق   |
| ثم هبطت البلاد لا بشر      |  | أنت ولا مضغة ولا علق    |
| بل نطفة ترکب السفین وقد    |  | ألجم نسرا وأهله الغرق   |
| تنقل من صالب إلی رحم       |  | إذا مضی عالم بدا طبق    |
| حتی احتوی بیتک المهیمن من  |  | خندف علیاء تحتها النطق  |
| وأنت لما ولدت أشرقت الـ    |  | أرض وضاءت بنورک الأفق   |
| فنحن فی ذلک الضیاء وفی     |  | النور وسبل الرشاد نخترق |

از دیگر شاعرانی که در زمان حیات محمد شعر سروده‌است، ابوطالب -عموی محمد- بوده‌است. او سروده‌است:
| وأبیض یستسقی الغمام بوجهه |  | ثمال الیتامی عصمة للأرامل |

از دیگر شاعران، می‌توان به کعب بن زهیر اشاره کرد که قصیده بردة وی شهرت بسزایی دارد. این قصیده اینگونه آغاز می‌شود:
| بانت سعاد فقلبی الیوم متبول |  | متیم أثرها لم یفد مکبول |

### بعد از وفات محمد بن عبدالله
مهیار دیلمی، شاعر عباسی است که ده‌ها قصیده را در مدح اهل بیت و پیامبر اسلام سروده‌است، اما با این حال شرف‌الدین بوصیری از مهم‌ترین شاعران در زمینه مدیح نبوی به‌شمار می‌آید. از مهم‌ترین اشعار وی می‌توان به «قصیده بردة» و «کواکب الدریة فی مدح خیرالبریه» می‌توان اشاره کرد که مطلع آن اینگونه آغاز می‌شود:
| أمن تذکر جیران بذی سلم      |  | مزجت دمعا جری من مقلة بدم     |
| أم هبت الریح من تلقاء کاظمة |  | وأومض البرق فی الظلماء من إضم |

این شعر مورد توجه بسیاری از شاعران قرار گرفته‌است و از مهم‌ترین این شاعران ابن جابر اندلسی است که در تقابلی شاعرانه شعری سروده‌است که مطلع آن چنین است:
| بطیبة انزل ویمم سید الأمم |  | وانشر له المدح وانثر أطیب الکلم |

## کتاب‌هایی با موضوع مدیح نبوی
- «المجموعة النبهانیة فی المدائح النبویة» تألیف: یوسف النبهانی.
- «موسوعة المدائح النبویة» تألیف: عبد القادر الشیخ علی أبو المکارم.
- «المطالع الشمسیة فی المدائح النبویة» تألیف: النواجی، المتوفی سنة ۸۵۹ ه‍.ق
- «المدائح النبویة حتی نهایة العصر المملوکی» تألیف: محمود سالم محمد.
- «المدائح النبویة فی الأدب العربی» تألیف: زکی مبارک.

## شاعران مدیح نبوی
مشهورترین شاعران مدیح نبوی عبارتنداز:
- حسان بن ثابت
- عبدالله بن رواحه
- کعب بن مالک
- کعب بن زهیر
- فرزدق (متوفی ۱۱۰ ه‍.ق)
- شرف الدین بوصیری (متوفی ۶۹۵ ه‍.ق)
- یوسف النبهانی (متوفی ۱۲۸۹ ه‍.ق)
- احمد شوقی (متوفی۱۳۵۰ ه‍.ق)